# Doris Younane
Doris Younane, född  25 februari 1963 i Parramatta, Sydney, är en australisk skådespelare.
Younane har bland annat medverkat i TV-serierna McLeods döttrar (2002-2009), Five Bedrooms (2019-2023) och The Clearing från 2023. Hon har även medverkat i filmen Measure for Measure från 2019.

## Filmografi (i urval)
- 2002-2009: McLeods döttrar
- 2019-2023: Five Bedrooms
- 2019: Measure for Measure
- 2023: The Clearing
- 2025 – Apple Cider Vinegar (TV-serie)